# Đại học Latvia
Đại học Latvia (tiếng Latvia: Latvijas Universitāte, viết tắt LU) là một đại học ở Riga, Latvia. Thành lập năm 1919, Đại học Latvia là đại học lớn nhất vùng Baltic.

## Lịch sử
Đại học Latvia được đặt tên từ "Trường Cao đẳng Latvia" thành lập ngày 28 tháng 9 năm 1919 dựa trên tiền thân là Trường Bách khoa Riga (thành lập 1862). Hiệu trưởng đầu tiên là nhà hóa học Paul Walden. Năm 1923, trường nhận tên chính thức cho đến tận bây giờ là Đại học Latvia (Universitas Latviensis).
Giai đoạn giữa năm 1919 và 1940, Đại học Latvia là một trong những trung tâm giáo dục, khoa học, văn hóa lớn nhất tại Latvia. Toà nhà trước kia của Trường Bách khoa Riga ở số 19 đại lộ Raina được xem như toà nhà chính thức của đại học cho tận ngày nay.
Các năm trước chiến tranh, trình độ giáo dục trình độ cao không chỉ ở Đại học Latvia mà còn ở Nhạc Viện Quốc gia Latvia và Học viện Nghệ thuật Latvia. Trong thời gian khóa học, các cơ sở giáo dục cao cấp như Đại học Nông nghiệp Latvia, Đại học Riga Stradiņš, Đại học Kỹ thuật Riga được tách từ Đại học Latvia và trở thành trung tâm giáo dục & nghiên cứu nổi tiếng.
Với việc Latvia giành độc lập từ Hội đồng Tối cao Cộng hòa Latvia khẳng định lần nữa về sự chính thức của Đại học Latvia vào ngày 18 tháng 9 năm 1991. Có tuyên bố rằng: "Sự thành lập về giáo dục, khoa học và văn hóa của học viện nhằm phục vụ nhu cầu của Latvia" 

## Tuyển sinh và số lượng sinh viên
Đại học Latvia tuyển sinh trình độ đại học, nghiên cứu sinh, tiến sĩ vào tháng 1 năm 2008 đã có hơn 23.000 sinh viên, bao gồm PhD và sinh viên theo chương trình hợp tác trao đổi, đã được ghi danh vào nhiều chương trình học khác nhau. Hầu hết 1/3 sinh viên học về các chương trình liên quan đến kinh tế & thương mại.

## Cơ cấu tổ chức
Đại học bao gồm 13 khoa:
1. Khoa Sinh học;
2. Khoa Hóa học;
3. Khoa Vật Lý & Toán;
4. Khoa Kinh Tế & Quản lý;
5. Khoa Giáo dục & Tâm lý học;
6. Khoa Địa Lý & Khoa học Trái Đất;
7. Khoa Lịch sử & Triết học;
8. Khoa Luật;
9. Khoa Dược;
10. Khoa Nhân Văn;
11. Khoa Xã hội;
12. Khoa Thần học;
13. Khoa Tin học.

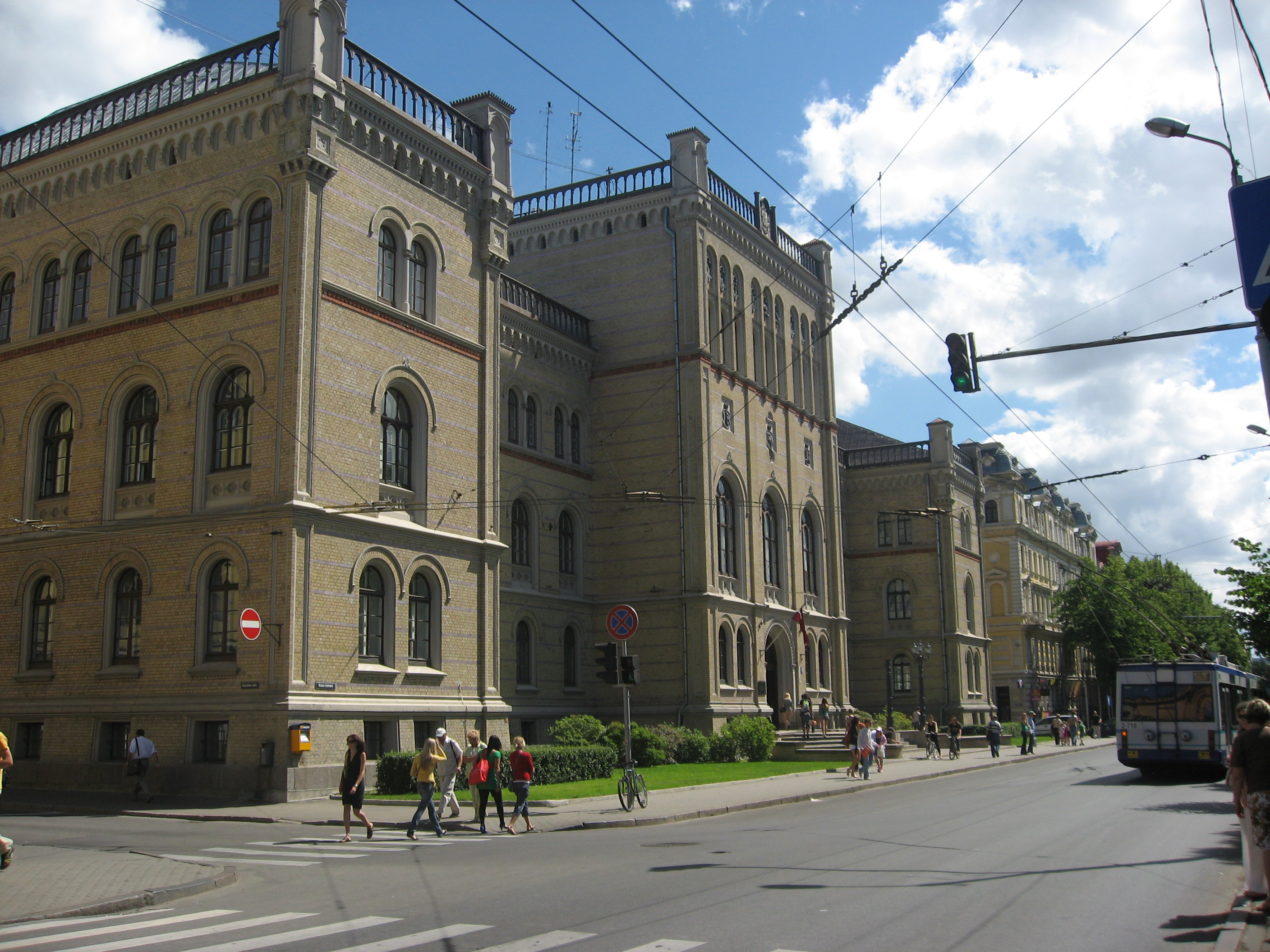
Main building

Với sự đa dạng về chuyên ngành, đại học Latvia cho phép nhiều nguồn tài nguyên truyền thống liên kết với các đại học ủy nhiệm, bao gồm một vài thư viên, các khoa nghiên cứu, trung tâm học tập, trường ngôn ngữ và trung tâm việc làm.

## Nhân sự

### Giáo sư, giảng viên nổi tiếng
- Andris Ambainis, nhà khoa học máy tính
- Mārcis Auziņš, nhà vật lý
- Kārlis Balodis, nhà kinh tế học
- Konstantīns Čakste, nhà luật học
- Jānis Endzelīns, nhà ngôn ngữ học
- Augusts Kirhenšteins, nhà vi sinh học
- Eižens Laube, kiến trúc sư
- Jānis Maizītis, luật sư
- Andrejs Veisbergs, nhà ngôn ngữ học

### Những học viên nổi tiếng mà trường đã đào tạo
- Māris Čaklais, nhà thơ người Latvia
- Valdis Dombrovskis, chính trị gia Latvia, hiện là Thủ tướng Latvia, cựu Nghị viên châu Âu
- Klāvs Elsbergs, nhà thơ người Latvia
- Ivars Godmanis, chính trị gia Latvia, cựu Thủ tướng Latvia, MeP
- Uldis Ģērmanis, nhà lịch sử, nhà văn Latvia
- Ivars Kalviņš, nhà hóa học Latvia
- Guntars Krasts, chính trị gia Latvia, cựu Thủ tướng Latvia, MeP
- Zenta Mauriņa, nhà văn Latvia
- Artis Pabriks, chính trị gia Latvia, cựu Bộ trưởng Bộ Ngoại giao Latvia
- Andris Piebalgs, chính trị gia Latvia và nhà ngoại giao, cựu Ủy viên Năng lượng châu Âu
- Ilmārs Poikāns, nhà nghiên cứu Latvia
- Einars Repše, chính trị gia Latvia, cựu Thủ tướng Latvia
- Eliyahu Rips, nhà toán học người Israel
- Knuts Skujenieks, nhà thơ, nhà báo Latvia
- Daina Taimiņa, nhà toán học Latvia
- Guntis Ulmanis, chính trị gia Latvia, cựu Tổng thống Latvia
- Jānis Vanags, Tổng Giám mục của Giáo hội Tin Lành dòng Luther Latvia